# Patashó
Pataxó (Patashó, Patachó, Patasó), pleme, jezik i jezična porodica američkih Indijanaca s područja brazilske države Bahía, na rezervatima Águas Belas (86 pataxó, 1990), Barra Velha (1.082 Pataxó, 1984), Coroa Vermelha Litoral (316 Pataxó, 1990), Fazenda Bahiana ili Nova Vida [sa 216 Hãhãhãi, 1990], Imbiriba (120 Pataxó, 1990), Mata Medonha (155 Pataxó, 1990), Paraguassu/Caramuru (834 hãhãhãi) i u Trevo do Parque u općini Itamaraju (20 pataxó obitelji, 1989); Minas Gerais (Fazenda Guarani; s plemenom Krenak) i Espírito Santo (Loukotka, 1968; pleme Patashó na rijekama Jequitinhonha i São Francisco; i pleme Hãhãhãi u državi Bahia). 
Tradicionalni teritorij Hãhãhãi ili Pataxo del Sur Indijanaca je río Cachoeira u Bahiji. 

## Vanjske poveznice
- PATAXO Indians Coral Vermelho (North East Region) Brazil (sa pjesmom)  Arhivirana inačica izvorne stranice od 7. rujna 2007. (Wayback Machine)

- Patašo, Bahia